# Club Atlético San Martín (San Juan)
Pour les articles homonymes, voir Club Atlético San Martín.
Maillots
Actualités
Dernière mise à jour : 30/07/2015.
Le Club Atlético San Martín est un club argentin de football basé à San Juan et fondé le 27 septembre 1907. 
Le club évolue en deuxième division (Primera Nacional).

## Entraîneurs du club
| Entraîneurs du CA San Martín | Entraîneurs du CA San Martín | Entraîneurs du CA San Martín |
| --- | --- | --- |
| - Pablo Comelles (1995-1996) - Horacio Bongiovani (1996) - Omar Larrosa (1996) - Héctor Allende (1996) - Juan Etchecopar (1996-1997) - Héctor Allende (1997) - Alberto Tardivo (1997) - Víctor Riggio (1997-1999) - Juan Carlos Merlo (1999) - Fernando Donaires (1999) - Néstor Craviotto (1999) - Juan Pagés (2000) - Eduardo Anzarda (2000) - Rubén Agüero (2000-2001) - Ricardo Zielinski (2001) | - Oscar Escoda (2001) - Ramón Aguirre Suárez (2001-2002) - Humberto Zuccarelli (2002) - Hubert Piozzi y Víctor Cabello (2002) - Marcelo Straccia (2003-2004) - Salvador Ragusa (2004-2005) - Luis Sosa et Cosme Zaccanti (2005) - Roque Alfaro (2005) - Julio Toresani (es) (2006) - Gustavo Quinteros (2006-2007) - Fernando Quiroz (es) (2007-2008) - Rodolfo Rodríguez (2008) - Pablo Marini (es) (2008) - Néstor Craviotto (2009) - Rodolfo Rodríguez (2009) | - Enrique Hrabina (es) (2009-2010) - Fernando Quiroz (es) (2010) - Darío Franco (2010-2011) - Daniel Garnero (es) (2011) - Facundo Sava (es) (2012) - Marcelo Vivas (2012) - Gabriel Perrone (es) (2012) - Rubén Forestello (es) (2012-2013) - Juan Manuel Azconzábal (es) (2013) - Rubén Forestello (es) (2014) - Carlos Mayor (2015) |